# Karhivka, Cernihiv
Karhivka (în ucraineană Кархівка) este localitatea de reședință a comunei Karhivka din raionul Cernihiv, regiunea Cernihiv, Ucraina.

## Demografie
Componența lingvistică a localității Karhivka
     Ucraineană (99,14%)
     Alte limbi (0,86%)
Conform recensământului din 2001, majoritatea populației localității Karhivka era vorbitoare de ucraineană (99,14%), existând în minoritate și vorbitori de alte limbi.